# SN 2009lb
SN 2009lb – supernowa typu II-P odkryta 12 listopada 2009 roku w galaktyce UGC 2944. W momencie odkrycia miała maksymalną jasność 17,30m.